# Championnat du monde de hockey sur glace 1999
Navigation
Suisse 1998 Russie 2000
Le Championnat du monde de hockey sur glace 1999 se joue, selon les groupes dans différentes villes et sur plusieurs dates. Le mondial A a lieu du 1er au 16 mai dans les villes de Oslo, Hamar et Lillehammer en Norvège. Le mondial B est disputé à Odense et Rødovre au Danemark du 8 au 17 avril, le groupe C est joué à Eindhoven et Tilburg aux Pays-Bas du 5 au 11 avril tandis que le mondial D est disputé en Afrique du Sud dans la ville de Krugersdorp du 14 au 20 avril.

## Mondial A (élite)

### Tour préliminaire
| Date         | Match               | Score | Détail        |
| ------------ | ------------------- | ----- | ------------- |
| 1er mai 1999 | Canada - Slovaquie  | 3-2   | 2-0, 1-2, 0-0 |
| 1er mai 1999 | Norvège - Italie    | 5-2   | 1-0, 2-2, 2-0 |
| 3 mai 1999   | Slovaquie - Italie  | 7-4   | 1-0, 5-2, 2-1 |
| 3 mai 1999   | Norvège - Canada    | 2-4   | 1-1, 0-2, 1-1 |
| 5 mai 1999   | Canada - Italie     | 5-2   | 4-0, 1-1, 0-1 |
| 5 mai 1999   | Norvège - Slovaquie | 2-8   | 1-3, 1-2, 0-3 |

| Clt   | Équipe    | PJ | V | D | N | BP | BC | Pts |
| ----- | --------- | -- | - | - | - | -- | -- | --- |
| +001, | Canada    | 3  | 3 | 0 | 0 | 12 | 6  | 6   |
| +002, | Slovaquie | 3  | 2 | 1 | 0 | 17 | 9  | 4   |
| +003, | Norvège   | 3  | 1 | 2 | 0 | 9  | 14 | 2   |
| +004, | Italie    | 3  | 0 | 3 | 0 | 8  | 13 | 0   |

| Date       | Match             | Score | Détail        |
| ---------- | ----------------- | ----- | ------------- |
| 2 mai 1999 | Suisse - Lettonie | 5-3   | 2-1, 1-3, 0-1 |
| 2 mai 1999 | Suède - France    | 4-1   | 1-0, 2-0, 1-1 |
| 4 mai 1999 | Lettonie - France | 8-5   | 2-3, 2-2, 4-0 |
| 4 mai 1999 | Suède - Suisse    | 6-1   | 2-0, 4-0, 0-1 |
| 6 mai 1999 | Suisse - France   | 6-0   | 3-0, 2-0, 1-0 |
| 6 mai 1999 | Suède - Lettonie  | 4-3   | 1-1, 2-0, 1-2 |

| Clt   | Équipe   | PJ | V | D | N | BP | BC | Pts |
| ----- | -------- | -- | - | - | - | -- | -- | --- |
| +001, | Suède    | 3  | 3 | 0 | 0 | 14 | 5  | 6   |
| +002, | Suisse   | 3  | 2 | 1 | 0 | 12 | 9  | 4   |
| +003, | Lettonie | 3  | 1 | 2 | 0 | 14 | 14 | 2   |
| +004, | France   | 3  | 0 | 3 | 0 | 6  | 18 | 0   |

| Date         | Match                           | Score | Détail        |
| ------------ | ------------------------------- | ----- | ------------- |
| 1er mai 1999 | République tchèque - Autriche   | 7-0   | 2-0, 3-0, 2-0 |
| 1er mai 1999 | États-Unis - Japon              | 7-1   | 3-0, 2-1, 2-0 |
| 3 mai 1999   | République tchèque - Japon      | 12-2  | 4-2, 7-0, 1-0 |
| 3 mai 1999   | États-Unis - Autriche           | 5-2   | 1-0, 3-0, 1-2 |
| 5 mai 1999   | République tchèque - États-Unis | 4-3   | 2-1, 1-2, 1-0 |
| 5 mai 1999   | Autriche - Japon                | 4-2   | 3-1, 0-0, 1-1 |

| Clt   | Équipe     | PJ | V | D | N | BP | BC | Pts |
| ----- | ---------- | -- | - | - | - | -- | -- | --- |
| +001, | Tchéquie   | 3  | 3 | 0 | 0 | 23 | 5  | 6   |
| +002, | États-Unis | 3  | 2 | 1 | 0 | 15 | 7  | 4   |
| +003, | Autriche   | 3  | 1 | 2 | 0 | 6  | 14 | 2   |
| +004, | Japon      | 3  | 0 | 3 | 0 | 5  | 23 | 0   |

| Date       | Match                  | Score | Détail        |
| ---------- | ---------------------- | ----- | ------------- |
| 2 mai 1999 | Russie - Biélorussie   | 2-2   | 1-1, 1-0, 0-1 |
| 2 mai 1999 | Finlande - Ukraine     | 3-1   | 0-0, 1-1, 2-0 |
| 4 mai 1999 | Russie - Ukraine       | 4-1   | 0-1, 3-0, 1-0 |
| 4 mai 1999 | Finlande - Biélorussie | 4-1   | 2-0, 2-0, 0-1 |
| 6 mai 1999 | Biélorussie - Ukraine  | 6-1   | 2-1, 3-0, 1-0 |
| 6 mai 1999 | Russie - Finlande      | 3-3   | 2-0, 1-0, 0-3 |

| Clt   | Équipe      | PJ | V | D | N | BP | BC | Pts |
| ----- | ----------- | -- | - | - | - | -- | -- | --- |
| +001, | Finlande    | 3  | 2 | 0 | 1 | 10 | 5  | 5   |
| +002, | Russie      | 3  | 1 | 0 | 2 | 9  | 6  | 4   |
| +003, | Biélorussie | 3  | 1 | 1 | 1 | 9  | 7  | 3   |
| +004, | Ukraine     | 3  | 0 | 3 | 0 | 3  | 13 | 0   |

- Équipe directement qualifiée pour la poule haute
- Équipe devant jouer les barrages de descente
- Équipe devant jouer la phase de qualification pour les mondiaux de 2000

### Tour de qualification
| Date        | Match                 | Score | Détail        |
| ----------- | --------------------- | ----- | ------------- |
| 7 mai 1999  | Canada - Suisse       | 8-2   | 2-0, 4-1, 2-1 |
| 7 mai 1999  | Finlande - États-Unis | 4-3   | 0-1, 3-1, 1-1 |
| 9 mai 1999  | Finlande - Suisse     | 5-1   | 3-0, 2-1, 0-0 |
| 9 mai 1999  | Canada - États-Unis   | 4-1   | 1-0, 3-0, 0-1 |
| 10 mai 1999 | Finlande - Canada     | 4-2   | 2-0, 2-2, 0-0 |
| 10 mai 1999 | États-Unis - Suisse   | 2-8   | 1-3, 1-2, 0-3 |

| Clt   | Équipe     | PJ | V | D | N | BP | BC | Pts |
| ----- | ---------- | -- | - | - | - | -- | -- | --- |
| +001, | Finlande   | 3  | 3 | 0 | 0 | 13 | 6  | 6   |
| +002, | Canada     | 3  | 2 | 1 | 0 | 14 | 7  | 4   |
| +003, | États-Unis | 3  | 1 | 2 | 0 | 7  | 8  | 3   |
| +004, | Suisse     | 3  | 0 | 3 | 0 | 3  | 16 | 0   |

| Date        | Match                          | Score | Détail        |
| ----------- | ------------------------------ | ----- | ------------- |
| 7 mai 1999  | République tchèque - Russie    | 1-6   | 1-3, 0-0, 0-3 |
| 7 mai 1999  | Suède - Slovaquie              | 2-1   | 0-0, 2-0, 0-1 |
| 9 mai 1999  | République tchèque - Slovaquie | 8-2   | 2-2, 4-0, 2-0 |
| 9 mai 1999  | Suède - Russie                 | 4-1   | 2-0, 2-0, 0-1 |
| 10 mai 1999 | Russie - Slovaquie             | 2-2   | 0-0, 0-2, 2-0 |
| 10 mai 1999 | République tchèque - Suède     | 2-0   | 0-0, 2-0, 0-0 |

| Clt   | Équipe    | PJ | V | D | N | BP | BC | Pts |
| ----- | --------- | -- | - | - | - | -- | -- | --- |
| +001, | Tchéquie  | 3  | 2 | 1 | 0 | 11 | 8  | 4   |
| +002, | Suède     | 3  | 2 | 1 | 0 | 6  | 4  | 4   |
| +003, | Russie    | 3  | 1 | 1 | 1 | 9  | 7  | 3   |
| +004, | Slovaquie | 3  | 0 | 2 | 1 | 5  | 12 | 1   |

- Équipe qualifiée pour la phase finale

### Barrage de relégation
| Date        | Lieu  | Match                  | Score | Détail        |
| ----------- | ----- | ---------------------- | ----- | ------------- |
| 8 mai 1999  | Hamar | Lettonie - Autriche    | 2-5   | 1-4, 1-0, 0-1 |
| 8 mai 1999  | Hamar | Norvège - Biélorussie  | 0-2   | 0-0, 0-1, 0-1 |
| 10 mai 1999 | Oslo  | Biélorussie - Autriche | 3-2   | 1-0, 1-0, 1-2 |
| 10 mai 1999 | Oslo  | Norvège - Lettonie     | 1-7   | 0-3, 1-1, 0-3 |
| 11 mai 1999 | Oslo  | Norvège - Autriche     | 0-3   | 0-1, 0-2, 0-0 |
| 11 mai 1999 | Oslo  | Biélorussie - Lettonie | 2-1   | 1-0, 1-0, 0-1 |

| Clt   | Équipe      | PJ | V | D | N | BP | BC | Pts |
| ----- | ----------- | -- | - | - | - | -- | -- | --- |
| +009, | Biélorussie | 3  | 3 | 0 | 0 | 7  | 3  | 6   |
| +010, | Autriche    | 3  | 2 | 1 | 0 | 10 | 5  | 4   |
| +011, | Lettonie    | 3  | 1 | 2 | 0 | 10 | 8  | 2   |
| +012, | Norvège     | 3  | 0 | 3 | 0 | 1  | 12 | 0   |

### Phase finale
|  |                     |                            |            |            |            |                               |   |                      |        |        |        |        |
|  | 1/2 finale          | 1/2 finale                 | 1/2 finale | 1/2 finale | 1/2 finale |                               |   | Finale               | Finale | Finale | Finale | Finale |
|  | 12 et 13 mai à Oslo |                            |            |            |            |                               |   |                      |        |        |        |        |
|  |                     |                            |            |            |            |                               |   |                      |        |        |        |        |
|  | Finlande            |                            | 3          | 2          | -          |                               |   |                      |        |        |        |        |
|  | Finlande            | 15 et 16 mai à Lillehammer | 3          | 2          | -          |                               |   |                      |        |        |        |        |
|  | Suède               |                            | 1          | 1          | -          |                               |   |                      |        |        |        |        |
|  | Suède               | Finlande                   | 1          | 1          | -          |                               | 1 | 4                    | 0      |        |        |        |
|  | 12 et 13 mai à Oslo | Finlande                   |            |            |            |                               | 1 | 4                    | 0      |        |        |        |
|  |                     |                            | Tchéquie   |            | 3          | 1                             | 1 |                      |        |        |        |        |
|  | Tchéquie            |                            | Tchéquie   | 1          | 3          | 1                             | 1 | 6                    | 4      |        |        |        |
|  | Tchéquie            |                            |            | 1          |            |                               |   | 6                    | 4      |        |        |        |
|  | Canada              |                            | 2          | 4          | 3          |                               |   |                      |        |        |        |        |
|  | Canada              |                            | 2          | 4          | 3          | Match pour la troisième place |   |                      |        |        |        |        |
|  |                     |                            |            |            |            |                               |   |                      |        |        |        |        |
|  |                     |                            |            |            |            |                               |   | 15 mai à Lillehammer |        |        |        |        |
|  |                     |                            |            |            |            |                               |   |                      |        |        |        |        |
|  | Suède               |                            | 3          | -          | -          |                               |   |                      |        |        |        |        |
|  | Suède               |                            | 3          | -          | -          |                               |   |                      |        |        |        |        |
|  | Canada              |                            | 2          | -          | -          |                               |   |                      |        |        |        |        |

Finale
| 15 mai 1999 | Finlande | 1-3 (0-1, 0-1, 1-1) | Tchéquie | Håkons Hall 8 949 spectateurs |

| Feuille de match | Feuille de match                   | Feuille de match | Feuille de match                                                                                   | Feuille de match                                                               |
| ---------------- | ---------------------------------- | ---------------- | -------------------------------------------------------------------------------------------------- | ------------------------------------------------------------------------------ |
|                  | - - Lind (Selänne) — 54 min 51 s - | 0-1 0-2 1-2 1-3  | Kaberle (Hlaváč) — 10 min 53 s Ručínský (Dvořák, Sýkora) — 37 min 20 s - Dvořák — 59 min 29 s (CV) | Arbitrage : Danny Kurmann (Suisse) Nadir Mandioni (Suisse) Kent Thudén (Suède) |
|                  |                                    |                  | | Arbitrage : Danny Kurmann (Suisse) Nadir Mandioni (Suisse) Kent Thudén (Suède) |
| 8 min            | Pénalités                          | 12 min           | | Arbitrage : Danny Kurmann (Suisse) Nadir Mandioni (Suisse) Kent Thudén (Suède) |
| 31               | Tirs                               | 20               | | Arbitrage : Danny Kurmann (Suisse) Nadir Mandioni (Suisse) Kent Thudén (Suède) |

| 16 mai 1999 | Tchéquie | 1-4 (pr) (0-2, 1-1, 0-1, 1-0) | Finlande | Håkons Hall 9 187 spectateurs |

| Feuille de match | Feuille de match                                                   | Feuille de match        | Feuille de match | Feuille de match                                                                   |
| ---------------- | ------------------------------------------------------------------ | ----------------------- | --- | ---------------------------------------------------------------------------------- |
|                  | - Ujčík (Procházka) — 30 min 47 s - Hlavac (Šimíček) — 76 min 32 s | 0-1 0-2 0-3 1-3 1-4 2-4 | Niemi (Sihvonen, Eloranta) — 1 min 41 s Lind (Kallio, Niemi) — 5 min 35 s Tuomainen (Selänne) — 21 min 51 s (SN) - Peltonen (Helminen, Eloranta) — 46 min 52 s - | Arbitrage : Danny Kurmann (Suisse) James Garofalo (États-Unis) Kent Thudén (Suède) |
|                  |                                                                    |                         | | Arbitrage : Danny Kurmann (Suisse) James Garofalo (États-Unis) Kent Thudén (Suède) |
| 16 min           | Pénalités                                                          | 8 min                   | | Arbitrage : Danny Kurmann (Suisse) James Garofalo (États-Unis) Kent Thudén (Suède) |
| 42               | Tirs                                                               | 22                      | | Arbitrage : Danny Kurmann (Suisse) James Garofalo (États-Unis) Kent Thudén (Suède) |

Les joueurs suivants sont sacrés champions du monde 1999 :
- Gardiens de but : Roman Čechmánek, Milan Hnilička, Jan Čaloun et  Martin Prusek ;
- Défenseurs : František Kučera, Libor Procházka, Jaroslav Špaček, Ladislav Benýšek, František Kaberle, Pavel Kubina et Jiří Vykoukal ;
- Attaquants : David Výborný, Pavel Patera, Viktor Ujčík, Roman Meluzín, Petr Sýkora, Radek Dvořák, Martin Procházka, David Moravec, Tomáš Vlasák, Martin Ručinský, Jan Hlaváč, Roman Šimíček et Tomáš Kucharčík

### Meilleurs joueurs du tournoi
| Joueur            | Équipe    | PJ | B | A  | Pts | Pun |
| ----------------- | --------- | -- | - | -- | --- | --- |
| Saku Koivu        | Finlande  | 10 | 4 | 12 | 16  | 4   |
| Teemu Selänne     | Finlande  | 11 | 3 | 8  | 11  | 2   |
| Markus Näslund    | Suède     | 10 | 6 | 4  | 10  | 16  |
| Žigmund Pálffy    | Slovaquie | 6  | 5 | 5  | 10  | 6   |
| Jan Hlaváč        | Tchéquie  | 12 | 5 | 5  | 10  | 4   |
| Martin Ručínský   | Tchéquie  | 12 | 4 | 6  | 10  | 16  |
| Alekseï Iachine   | Russie    | 6  | 8 | 1  | 9   | 6   |
| Daniel Alfredsson | Suède     | 10 | 4 | 5  | 9   | 8   |
| Viktor Ujčík      | Tchéquie  | 12 | 6 | 2  | 8   | 12  |
| Jere Karalahti    | Finlande  | 12 | 5 | 3  | 8   | 2   |

| Joueur        | Équipe      | Min. | BC | Moy  | Bl | Arr.   |
| ------------- | ----------- | ---- | -- | ---- | -- | ------ |
| Parris Duffus | États-Unis  | 258  | 7  | 1,63 | 1  | 93,9 % |
| Andreï Mezine | Biélorussie | 360  | 10 | 1,67 | 1  | 93,1 % |
| Tommy Salo    | Suède       | 424  | 13 | 1,84 | 0  | 92,1 % |
| Ari Sulander  | Finlande    | 464  | 15 | 1,94 | 0  | 92,1 % |
| Ron Tugnutt   | Canada      | 328  | 11 | 2,01 | 0  | 91,5 % |

### Classement final
| Place                                               | Équipe      |
| --------------------------------------------------- | ----------- |
| Médaille en or avec le chiffre 1 inscrit dessus     | Tchéquie    |
| Médaille en argent avec le chiffre 2 inscrit dessus | Finlande    |
| Médaille en bronze avec le chiffre 3 inscrit dessus | Suède       |
| 4                                                   | Canada      |
| 5                                                   | Russie      |
| 6                                                   | États-Unis  |
| 7                                                   | Slovaquie   |
| 8                                                   | Suisse      |
| 9                                                   | Biélorussie |
| 10                                                  | Autriche    |
| 11                                                  | Lettonie    |
| 12                                                  | Norvège     |
| 13                                                  | Italie      |
| 14                                                  | Ukraine     |
| 15                                                  | France      |
| 16                                                  | Japon       |

## Mondial B
Tournoi disputé à Odense et Rødovre, Danemark du 8 au 17 avril.
| Date          | Match                        | Score | Détail        |
| ------------- | ---------------------------- | ----- | ------------- |
| 8 avril 1999  | Slovénie - Grande-Bretagne   | 1-2   | 0-0, 1-1, 0-1 |
| 8 avril 1999  | Kazakhstan - Pologne         | 5-2   | 3-1, 2-0, 0-1 |
| 8 avril 1999  | Allemagne - Hongrie          | 5-2   | 1-1, 3-0, 1-1 |
| 8 avril 1999  | Danemark - Estonie           | 4-2   | 2-1, 1-1, 1-0 |
| 9 avril 1999  | Estonie - Hongrie            | 3-2   | 1-1, 2-1, 0-0 |
| 9 avril 1999  | Allemagne - Pologne          | 3-1   | 0-1, 3-0, 0-0 |
| 9 avril 1999  | Danemark - Slovénie          | 4-1   | 3-0, 0-0, 1-1 |
| 9 avril 1999  | Kazakhstan - Grande-Bretagne | 0-1   | 0-0, 0-0, 0-1 |
| 11 avril 1999 | Allemagne - Grande-Bretagne  | 3-2   | 1-2, 1-0, 1-0 |
| 11 avril 1999 | Danemark - Kazakhstan        | 3-1   | 2-0, 1-0, 0-1 |
| 11 avril 1999 | Estonie - Pologne            | 3-1   | 1-1, 1-0, 1-0 |
| 11 avril 1999 | Slovénie - Hongrie           | 5-1   | 1-1, 2-0, 2-0 |
| 12 avril 1999 | Kazakhstan - Hongrie         | 5-1   | 2-0, 2-1, 1-0 |
| 12 avril 1999 | Slovénie - Pologne           | 4-1   | 2-0, 2-0, 0-1 |

| Date          | Match                      | Score | Détail        |
| ------------- | -------------------------- | ----- | ------------- |
| 12 avril 1999 | Danemark - Allemagne       | 6-1   | 2-0, 2-0, 2-1 |
| 12 avril 1999 | Estonie - Grande-Bretagne  | 2-6   | 1-3, 0-0, 1-3 |
| 14 avril 1999 | Grande-Bretagne - Pologne  | 4-3   | 1-3, 2-0, 1-0 |
| 14 avril 1999 | Allemagne - Estonie        | 4-1   | 2-0, 0-1, 2-0 |
| 14 avril 1999 | Kazakhstan - Slovénie      | 4-0   | 2-0, 1-0, 1-0 |
| 14 avril 1999 | Danemark - Hongrie         | 5-1   | 2-0, 3-1, 0-0 |
| 15 avril 1999 | Kazakhstan - Estonie       | 5-3   | 1-1, 4-1, 0-1 |
| 15 avril 1999 | Grande-Bretagne - Hongrie  | 4-2   | 3-0, 1-2, 0-0 |
| 15 avril 1999 | Danemark - Pologne         | 3-1   | 1-1, 2-0, 0-0 |
| 15 avril 1999 | Allemagne - Slovénie       | 2-0   | 0-0, 1-0, 1-0 |
| 17 avril 1999 | Slovénie - Estonie         | 3-3   | 1-1, 1-1, 1-1 |
| 17 avril 1999 | Allemagne - Kazakhstan     | 1-5   | 1-2, 0-2, 0-1 |
| 17 avril 1999 | Pologne - Hongrie          | 6-1   | 0-0, 2-1, 4-0 |
| 17 avril 1999 | Danemark - Grande-Bretagne | 5-5   | 1-1, 3-3, 1-1 |

| Clt   | Équipe          | PJ | V | D | N | BP | BC | Pts |
| ----- | --------------- | -- | - | - | - | -- | -- | --- |
| +017, | Danemark        | 7  | 6 | 0 | 1 | 30 | 12 | 13  |
| +018, | Grande-Bretagne | 7  | 5 | 1 | 1 | 24 | 16 | 11  |
| +019, | Kazakhstan      | 7  | 5 | 2 | 0 | 25 | 11 | 10  |
| +020, | Allemagne       | 7  | 5 | 2 | 0 | 19 | 17 | 10  |
| +021, | Slovénie        | 7  | 2 | 4 | 1 | 14 | 17 | 5   |
| +022, | Estonie         | 7  | 2 | 4 | 1 | 17 | 25 | 5   |
| +023, | Pologne         | 7  | 1 | 6 | 0 | 15 | 23 | 2   |
| +024, | Hongrie         | 7  | 0 | 7 | 0 | 10 | 33 | 0   |

- Équipe pouvant jouer la phase de qualification pour les mondiaux de 2000 pour rejoindre le mondial A
- Équipe reléguée dans le mondial C pour les mondiaux de 2000

## Mondial C
Disputé à Eindhoven et Tilburg aux Pays-Bas, du 5 au 11 avril.

### Phase préliminaire
| Date         | Lieu      | Match               | Score | Détail        |
| ------------ | --------- | ------------------- | ----- | ------------- |
| 5 avril 1999 | Eindhoven | Pays-Bas - Bulgarie | 13-0  | 3-0, 6-0, 4-0 |
| 5 avril 1999 | Eindhoven | Chine - Croatie     | 5-3   | 1-2, 2-1, 2-0 |
| 6 avril 1999 | Eindhoven | Chine - Bulgarie    | 5-1   | 1-0, 2-1, 2-0 |
| 6 avril 1999 | Eindhoven | Pays-Bas - Croatie  | 7-1   | 3-1, 3-0, 1-0 |
| 8 avril 1999 | Eindhoven | Croatie - Bulgarie  | 11-1  | 3-1, 4-0, 4-0 |
| 8 avril 1999 | Tilburg   | Pays-Bas - Chine    | 8-0   | 3-0, 4-0, 1-0 |

| Clt | Équipe   | PJ | V | D | N | BP | BC | Pts |
| --- | -------- | -- | - | - | - | -- | -- | --- |
| A1  | Pays-Bas | 3  | 3 | 0 | 0 | 28 | 1  | 6   |
| A2  | Chine    | 3  | 2 | 0 | 1 | 10 | 12 | 4   |
| A3  | Croatie  | 3  | 1 | 0 | 2 | 15 | 13 | 2   |
| A4  | Bulgarie | 3  | 0 | 0 | 3 | 2  | 29 | 0   |

| Date         | Lieu      | Match                   | Score | Détail        |
| ------------ | --------- | ----------------------- | ----- | ------------- |
| 5 avril 1999 | Tilburg   | Roumanie - Corée du Sud | 8-3   | 3-1, 0-2, 5-0 |
| 7 avril 1999 | Eindhoven | Lituanie - Corée du Sud | 4-4   | 1-3, 3-1, 0-0 |
| 8 avril 1999 | Eindhoven | Roumanie - Lituanie     | 5-2   | 1-1, 3-0, 1-1 |

| Clt | Équipe       | PJ | V | D | N | BP | BC | Pts |
| --- | ------------ | -- | - | - | - | -- | -- | --- |
| B1  | Roumanie     | 2  | 2 | 0 | 0 | 13 | 5  | 4   |
| B2  | Lituanie     | 2  | 0 | 1 | 1 | 6  | 9  | 1   |
| B3  | Corée du Sud | 2  | 0 | 1 | 1 | 7  | 12 | 1   |

### Phase finale
| Date          | Match                   | Score | Détail        |
| ------------- | ----------------------- | ----- | ------------- |
| 10 avril 1999 | Corée du Sud - Croatie  | 5-5   | 2-2, 1-3, 2-0 |
| 11 avril 1999 | Corée du Sud - Bulgarie | 6-5   | 1-0, 2-5, 3-0 |

| Clt   | Équipe       | PJ | V | D | N | BP | BC | Pts |
| ----- | ------------ | -- | - | - | - | -- | -- | --- |
| +029, | Croatie      | 2  | 1 | 1 | 0 | 16 | 6  | 3   |
| +031, | Corée du Sud | 2  | 1 | 1 | 0 | 11 | 10 | 3   |
| +032, | Bulgarie     | 2  | 0 | 0 | 2 | 6  | 17 | 0   |

| Date          | Lieu      | Match               | Score | Détail        |
| ------------- | --------- | ------------------- | ----- | ------------- |
| 10 avril 1999 | Eindhoven | Pays-Bas - Lituanie | 6-1   | 3-0, 2-0, 1-1 |
| 10 avril 1999 | Tilburg   | Roumanie - Chine    | 10-2  | 4-0, 4-1, 2-1 |
| 11 avril 1999 | Tilburg   | Pays-Bas - Roumanie | 9-1   | 4-0, 3-0, 2-1 |
| 11 avril 1999 | Eindhoven | Lituanie - Chine    | 4-4   | 0-3, 4-1, 0-0 |

| Clt   | Équipe   | PJ | V | D | N | BP | BC | Pts |
| ----- | -------- | -- | - | - | - | -- | -- | --- |
| +025, | Pays-Bas | 3  | 3 | 0 | 0 | 23 | 2  | 6   |
| +026, | Roumanie | 3  | 2 | 0 | 1 | 16 | 13 | 4   |
| +027, | Lituanie | 3  | 0 | 1 | 2 | 7  | 15 | 1   |
| +028, | Chine    | 3  | 0 | 1 | 2 | 6  | 22 | 1   |

## Mondial D
Tournoi disputé à Krugersdorp, Afrique du Sud, du 14 au 20 avril.

### Phase préliminaire
| Date          | Match                      | Score | Détail         |
| ------------- | -------------------------- | ----- | -------------- |
| 14 avril 1999 | Espagne - Grèce            | 6-0   | 3-0, 2-0, 1-0  |
| 15 avril 1999 | Nouvelle-Zélande - Grèce   | 3-1   | 2-1, 0-0, 1-0  |
| 16 avril 1999 | Espagne - Nouvelle-Zélande | 24-1  | 14-0, 3-1, 7-0 |

| Clt | Équipe           | PJ | V | D | N | BP | BC | Pts |
| --- | ---------------- | -- | - | - | - | -- | -- | --- |
| A1  | Espagne          | 2  | 2 | 0 | 0 | 30 | 1  | 4   |
| A2  | Nouvelle-Zélande | 2  | 1 | 0 | 1 | 4  | 25 | 2   |
| A3  | Grèce            | 2  | 0 | 0 | 2 | 1  | 9  | 0   |

| Date          | Match                      | Score | Détail        |
| ------------- | -------------------------- | ----- | ------------- |
| 14 avril 1999 | Australie - Turquie        | 20-1  | 8-0, 3-1, 9-0 |
| 15 avril 1999 | Afrique du Sud - Turquie   | 18-1  | 5-1, 6-0, 7-0 |
| 16 avril 1999 | Afrique du Sud - Australie | 1-6   | 1-4, 0-1, 0-1 |

| Clt | Équipe         | PJ | V | D | N | BP | BC | Pts |
| --- | -------------- | -- | - | - | - | -- | -- | --- |
| B1  | Australie      | 2  | 2 | 0 | 0 | 26 | 2  | 4   |
| B2  | Afrique du Sud | 2  | 1 | 0 | 1 | 19 | 7  | 2   |
| B3  | Turquie        | 2  | 0 | 0 | 2 | 2  | 38 | 0   |

| Date          | Match              | Score | Détail        |
| ------------- | ------------------ | ----- | ------------- |
| 14 avril 1999 | Israël - Islande   | 11-0  | 5-0, 4-0, 2-0 |
| 15 avril 1999 | Belgique - Islande | 14-0  | 2-0, 7-0, 5-0 |
| 16 avril 1999 | Israël - Belgique  | 6-2   | 3-0, 2-1, 1-1 |

| Clt | Équipe   | PJ | V | D | N | BP | BC | Pts |
| --- | -------- | -- | - | - | - | -- | -- | --- |
| C1  | Israël   | 2  | 2 | 0 | 0 | 17 | 2  | 4   |
| C2  | Belgique | 2  | 1 | 0 | 1 | 16 | 6  | 2   |
| C3  | Islande  | 2  | 0 | 0 | 2 | 0  | 25 | 0   |

- Équipe qualifiée pour les matchs de classement 33 à 35
- Équipe qualifiée pour les matchs de classement 36 à 38
- Équipe qualifiée pour les matchs de classement 39 à 41

### Phase de classement
| Date          | Match               | Score | Détail        |
| ------------- | ------------------- | ----- | ------------- |
| 18 avril 1999 | Israël - Australie  | 2-0   | 1-0, 0-0, 1-0 |
| 19 avril 1999 | Espagne - Israël    | 3-3   | 0-0, 2-2, 1-1 |
| 20 avril 1999 | Espagne - Australie | 5-3   | 2-0, 2-2, 1-1 |

| Clt   | Équipe    | PJ | V | D | N | BP | BC | Pts |
| ----- | --------- | -- | - | - | - | -- | -- | --- |
| +033, | Espagne   | 2  | 1 | 1 | 0 | 8  | 6  | 3   |
| +034, | Israël    | 2  | 1 | 1 | 0 | 5  | 3  | 3   |
| +035, | Australie | 2  | 0 | 0 | 2 | 3  | 7  | 0   |

| Date          | Match                             | Score | Détail        |
| ------------- | --------------------------------- | ----- | ------------- |
| 18 avril 1999 | Afrique du Sud - Belgique         | 1-6   | 0-0, 1-5, 0-1 |
| 19 avril 1999 | Belgique - Nouvelle-Zélande       | 10-2  | 4-0, 1-2, 5-0 |
| 20 avril 1999 | Afrique du Sud - Nouvelle-Zélande | 4-1   | 1-0, 1-1, 2-0 |

| Clt   | Équipe           | PJ | V | D | N | BP | BC | Pts |
| ----- | ---------------- | -- | - | - | - | -- | -- | --- |
| +036, | Belgique         | 2  | 2 | 0 | 0 | 16 | 3  | 4   |
| +037, | Afrique du Sud   | 2  | 1 | 0 | 1 | 5  | 7  | 2   |
| +038, | Nouvelle-Zélande | 2  | 0 | 0 | 2 | 3  | 14 | 4   |

| Date          | Match             | Score | Détail        |
| ------------- | ----------------- | ----- | ------------- |
| 18 avril 1999 | Turquie - Islande | 2-3   | 1-1, 1-1, 0-1 |
| 19 avril 1999 | Grèce - Islande   | 8-6   | 2-2, 2-2, 4-2 |
| 20 avril 1999 | Grèce - Turquie   | 1-3   | 0-1, 0-1, 1-1 |

| Clt   | Équipe  | PJ | V | D | N | BP | BC | Pts |
| ----- | ------- | -- | - | - | - | -- | -- | --- |
| +039, | Turquie | 2  | 1 | 0 | 1 | 4  | 3  | 2   |
| +040, | Grèce   | 2  | 1 | 0 | 1 | 9  | 9  | 2   |
| +041, | Islande | 2  | 1 | 0 | 1 | 9  | 10 | 2   |

L'Espagne est promue dans le Mondial C.